# Atti di Pilato

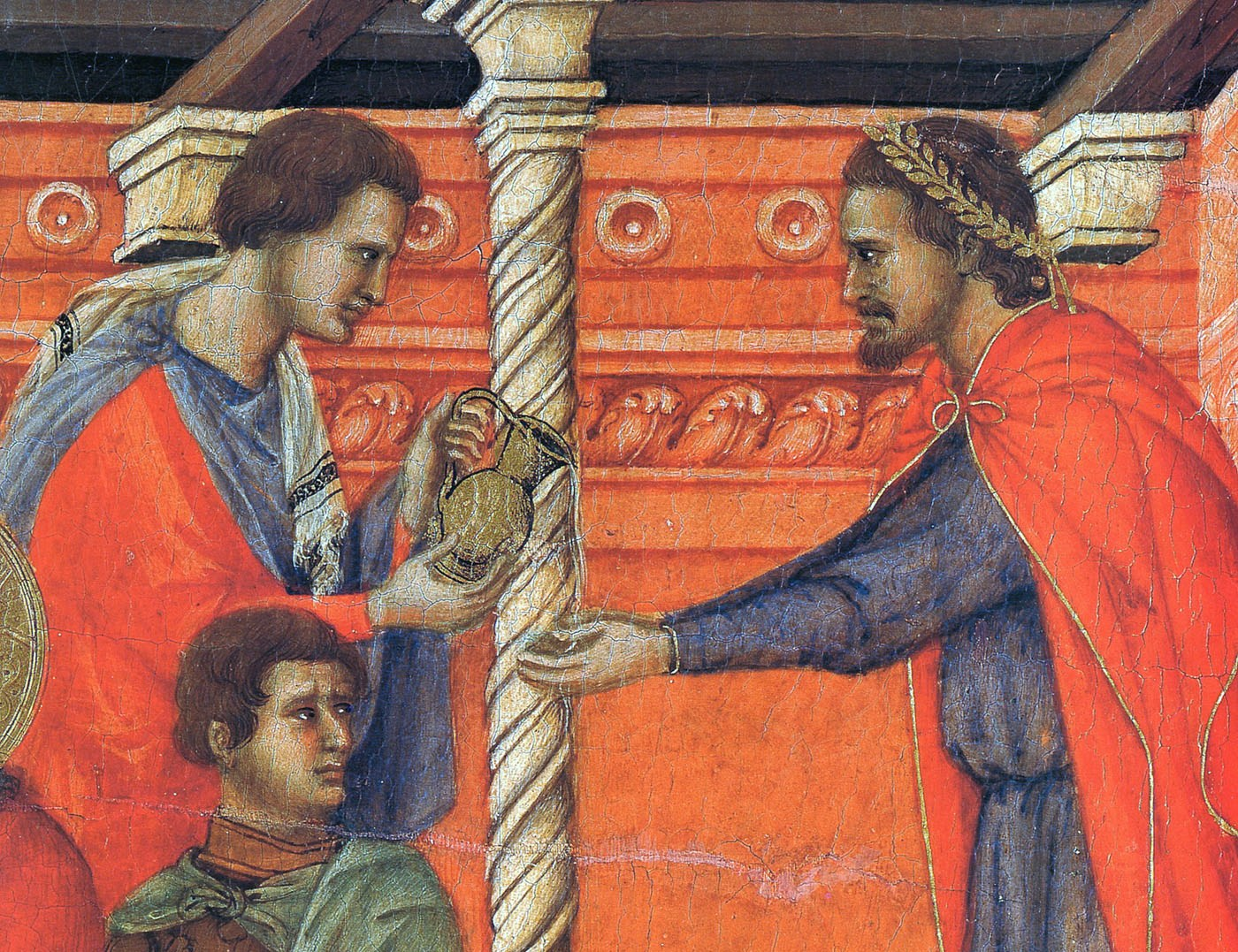
Ponzio Pilato in un ritratto di Duccio di Buoninsegna

Gli Atti di Pilato (in latino Acta Pilati; in greco Πράξεις Πιλάτου?), chiamato anche Vangelo di Pilato, è uno dei testi apocrifi del Nuovo Testamento.
Le date di ciascuna delle sezioni aggiunte sono incerte, ma gli studiosi attribuiscono il risultato finale alla metà del IV secolo d.C. Il testo è stato trovato anche in greco "Atti di Pietro e Paolo" e come appendice al testo Vangelo di Nicodemo, ritenuto scritto da un membro del Ordine di Nicodemo, sebbene non vi sia alcuna relazione tra questi testi indipendenti.

## Storia del manoscritto
Le sezioni più antiche del libro sono apparse prima in greco. Il testo contiene più parti, che hanno uno stile diverso e sembrano essere state fatte da mani diverse. Il più antico, un immaginario "Racconto di Pilato all'imperatore Claudio", inserito come appendice, sembra essere stato composto alla fine del II secolo d.C., mentre il resto è successivo. L'autore degli "Atti di Pilato" non pretende di essere Pilato (quindi il testo non è uno pseudoepigrafa), ma afferma certamente di derivare dagli atti ufficiali conservati nel pretorio di Gerusalemme. Un presunto originale "ebraico" è falsamente attribuito a San Nicodemo, da cui il titolo "Vangelo di Nicodemo". Godeva di una notevole popolarità in questo momento, cosa che conserva ancora in alcuni luoghi, come attesta il numero di traduzioni e versioni che esistono in diverse lingue.

## Contenuto

### Discesa agli Inferi
Il corpo principale degli Atti di Pilato è diviso in due sezioni e un'appendice, "La Discesa agli Inferi" che non esiste nei testi greci ed è un'aggiunta successiva nei latini. Il primo (capitoli I-XI) contiene il giudizio di Gesù basato sul Vangelo di Luca (Lc 23,1). Il secondo (XII-XVI) riguarda la risurrezione. In essa Leucio Carinus, le due anime risuscitate dai morti dopo la crocifissione, raccontano al Sinedrio le circostanze della discesa di Cristo nel Limbo . Un intero genere letterario di romanzi miracolosi si sviluppò attorno a un Leucio Carinus come autore di altri testi nelle stesse circostanze. L'episodio La Discesa agli Inferi mostra San Disma che accompagna Cristo all'Inferno e la liberazione di tutti i patriarchi dell'Antico Testamento.

### Resoconto di Pilato
Un testo allegato in seguito afferma di essere un resoconto scritto dato da Ponzio Pilato all'imperatore romano Claudio, contenente una descrizione della crocifissione e un resoconto della resurrezione, entrambi come se fossero in realtà un rapporto ufficiale.

### Guarigione di Tiberio
Un certo numero di manoscritti latini include un'appendice o continuazione, "La guarigione di Tiberio", la prima forma della leggenda di Santa Veronica, secondo l'Enciclopedia cattolica, in cui Tiberio è guarito dalla sua malattia dall'immagine di Cristo. Questo mito è molto simile all'immagine di Edessa, contemporanea e molto popolare in Oriente.

### Data e pubblico
Lo storico ecclesiastico Eusebio di Cesarea (che scrive intorno al 325 d.C.) non sembra conoscere quest'opera, sebbene fosse a conoscenza dell'esistenza delle "Lettere di Pilato", citate da Giustino Martire e Tertulliano. Fu anche a conoscenza di un testo anticristiano chiamato "Atti di Pilato", che era consigliato leggere nelle scuole durante il regno di Massimino Daia nelle persecuzioni di Diocleziano. "Siamo indotti a credere che gli 'Atti di Pilato' cristiani siano di origine successiva e gli studiosi concordano nell'assegnargli una data della metà del IV secolo d.C.". Epifanio di Salamina (scrivendo intorno al 376 d.C.) si riferisce ad "Atti", ma il testo greco mostra prove di un'edizione successiva.
Non c'è traccia storica di una presunta conversione di Ponzio Pilato al cristianesimo. Sembra improbabile che l'opera sia mai stata pensata per essere presa sul serio dai cristiani. Piuttosto, il suo scopo sarebbe quello di offrire maggiori dettagli sulla vita di Cristo come forma di pio intrattenimento all'interno di un più ampio corpo letterario delle "opere di Pilato".

## Influenze
Giustino martire scrisse: "E queste cose accaddero e puoi provarle dagli Atti di Ponzio Pilato". Le lettere apologetiche furono scritte e indirizzate per nome all'imperatore romano Antonino Pio e al governatore romano Urbicus. Vissero tutti tra il 138 e il 161 d.C
Gli "Atti di Pilato" hanno una lunga storia ispiratrice di opere devozionali. Una Meditatione sopra la Passione del Nostro Signore Iesu Christo, basata in parte sugli "Atti", ebbe ventotto edizioni pubblicate in Italia tra il 1476 e il 1500, oltre ad aver ispirato il modo in cui fu rappresentato dal Pontormo Cristo davanti a Pilato.